# ARoS Aarhus Kunstmuseum
ARoS är ett konstmuseum i centrala Århus i Danmark. Det invigdes den 7 april 2004 och är ett av norra Europas största konstmuseer. Konstmuseet ritades av arkitektkontoret Schmidt Hammer Lassen. Det är byggt i kubistisk stil, och är inspirerat av Dantes verk Den gudomliga komedin. Källaren symboliserar helvetet och takrummet, som färdigställdes först 2011 av Olafur Eliasson, är himlen. Namnet är en ordlek av det latinska ordet ars ("konst") och det gamla danska namnet för Århus, Aros.
ARoS har tre samlingar samt ett bibliotek. Den äldre samlingen, som  består av verk från 1770 till 1900,  är den största danska konstsamlingen utanför Köpenhamn. Samlingen består av bland annat en mängd målningar från den danska guldåldern som pågick mellan 1800 och 1850. Delar av den kommer från stadens första konstmuseum som grundades i mitten av 1800-talet. Den moderna samlingen består av verk från 1900 till 1960, och dokumenterar den modernistiska konstarten. Den nyare samlingen består av en rad verk från såväl danska som utländska konstnärer, bland annat Bjørn Nørgaard, Per Kirkeby, Miwa Yanagi, James Turrell och Carsten Höller. De äldre samlingarna består av verk från framför allt danska konstnärer som P.S. Krøyer och N.A. Abildgaard. Biblioteket innehåller cirka 20 000 tidskrifter som koncentrerar sig om de områden som museet representerar.
Museets främsta kännetecken är Your rainbow panorama av Olafur Eliasson, den cirkulära gången på taket som år 2011 kallades "Danmarks dyraste konstverk".

## Specialutställningar i urval
- Pop classics, 29 maj–5 september 2004
- Olafur Eliasson, 8 oktober 2004]–2 januari 2005
- Bill Viola - Visions, 18 februari–16 maj 2005
- Michael Kvium – Jaywalking Eyes, 28 januari–17 april 2006
- Racing Cars – The Art Dimension, 13 oktober–30 december 2006
- ARoS On Fire, 17 januari–31 januari 2007
- Music to see, 7 juni–september 2008